# Litsea garciae

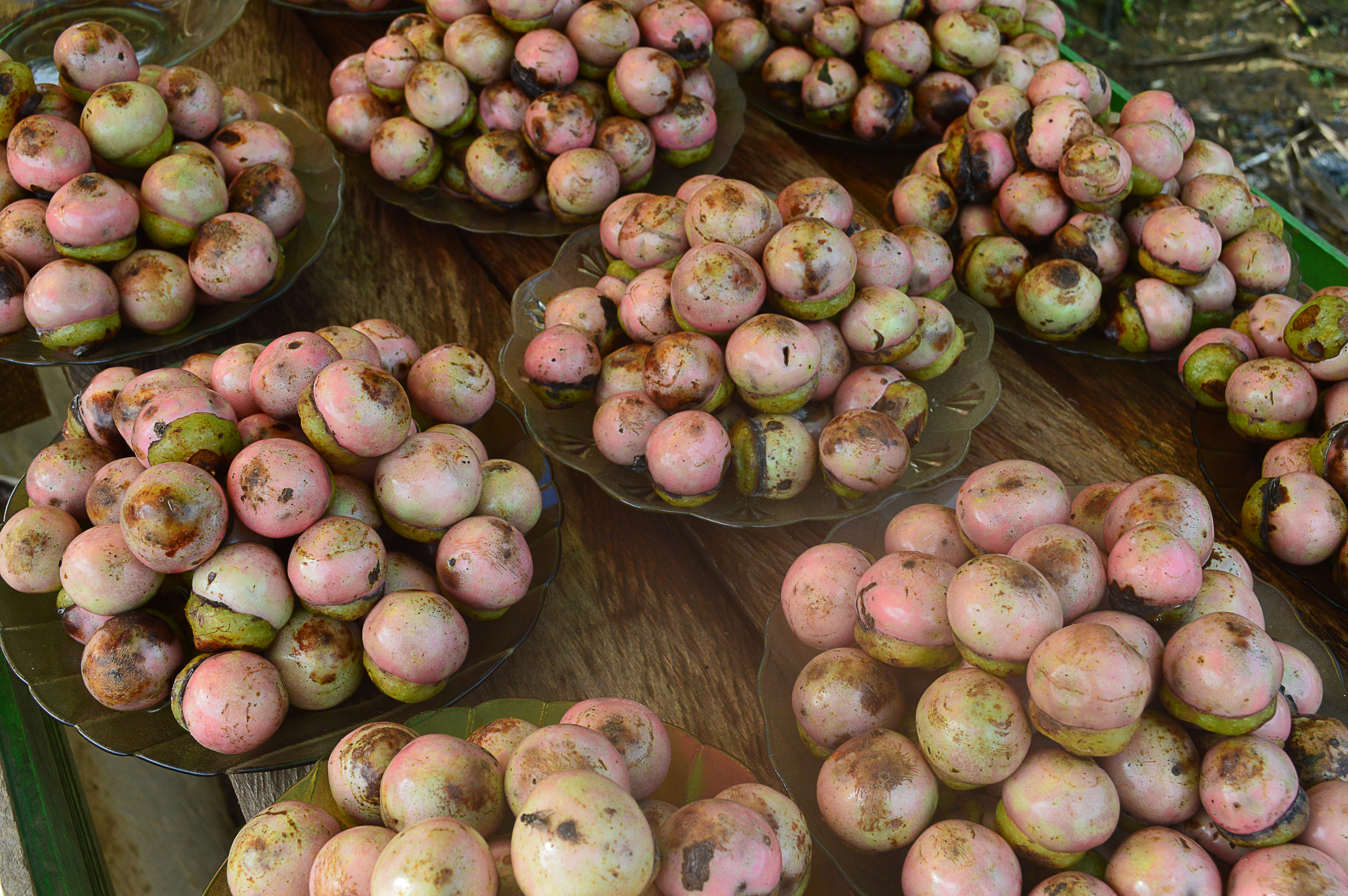
Früchte auf dem Markt

Litsea garciae oder Engkala, ist ein Baum in der Familie der Lorbeergewächse aus Taiwan und den Philippinen sowie wohl bis nach Indonesien und Malaysia.

## Beschreibung
Litsea garciae wächst als immergrüner Baum bis über 25 Meter hoch. Der Stammdurchmesser erreicht 40–50 Zentimeter oder mehr.
Die einfachen und kurz gestielten, großen Laubblätter sind wechselständig bis fast wirtelig angeordnet. Der kurze Blattstiel ist bis zu 2,5 Zentimeter lang. Die ganzrandigen, unterseits fahlgrünen, oberseits dunkelgrünen und ledrigen Blätter sind 25–55 Zentimeter lang. Sie sind eiförmig, -lanzettlich bis verkehrt-eiförmig, -eilanzettlich und spitz bis zugespitzt. Die jüngeren Blätter sind unterseits dicht, seidig und silbrig behaart. Die Nebenblätter fehlen.
Litsea garciae ist zweihäusig diözisch. Es werden achselständige, kleine und traubige Blütenstände mit einzelnen Blüten oder dichten, doldigen, kleineren Blütengruppen mit mehreren, jeweils bootförmigen, meist beständigen Deckblättern gebildet. Die kurz gestielten und funktionell eingeschlechtlichen Blüten sind weiß-grünlich. Die einfache Blütenhülle ist mehrteilig, mit schmalen (meist 6) Tepalen und früh abfallend. Die männlichen Blüten besitzen einige (etwa 9–15) Staubblätter, die inneren mit Drüsen an der Basis, und manchmal einen Pistillode oder selten auch Staminodien. Die weiblichen Blüten besitzen meist (etwa 9–15) Staminodien und einen halboberständigen Stempel im verkehrt-kegelfömigen Blütenbecher, mit dickem, relativ kurzem Griffel und gelappter Narbe.
Es werden grün, rosa bis rötliche oder purpurne, unreif weiße, champignonförmige, etwas abgeflacht rundliche und einsamige, glatte Früchte, Beeren, gebildet. Sie sind bis etwa 3–4 Zentimeter groß, etwa halbkugelig und sitzen in einem grünen, fleischigen und becherförmigen, vergrößerten Blüten-, „Fruchtbecher“ und Blütenstiel. Der glatte, braune und bespitzte Samen ist recht groß.

## Verwendung
Die etwas faden, avocadoartigen Früchte, mit weichem, cremigem und weißlich-grünlichem Fruchtfleisch sind essbar. Sie werden roh oder gekocht verwendet.
Die unreifen, grünen Früchte werden in Essig und Salzlake eingelegt.
Aus den Samen kann ein Öl erhalten werden, welches zur Herstellung von Seifen oder Kerzen genutzt wird.
Das Holz ist nicht sehr beständig und relativ weich, es ist bekannt als Medang.